# Goryphus areolaris
Goryphus areolaris är en stekelart som beskrevs av Holmgren 1868. Goryphus areolaris ingår i släktet Goryphus och familjen brokparasitsteklar. Inga underarter finns listade i Catalogue of Life.